# Podstrmec
Podstrmec este o localitate din comuna Velike Lašče, Slovenia, cu o populație de 23 de locuitori.